# 1811 na política

## Nascimentos
| Data       | Nome                      | Profissão                                 | Nacionalidade                | Observações | Ref   |
| ---------- | ------------------------- | ----------------------------------------- | ---------------------------- | ----------- | ----- |
| 30 de maio | Cristiano Benedito Ottoni | militar, engenheiro, professor e político | Portugal · (Brasil Colónial) | m. 1896     | [ 1 ] |

## Mortes
| Data | Nome | Profissão | Nacionalidade | Observações | Ref |
| ---- | ---- | --------- | ------------- | ----------- | --- |